# 영국 육군사관학교
영국 육군사관학교 (Royal Military Academy Sandhurst)는 1812년 영국 버크셔주 샌드허스트에서 첫 개교되어 현재에 이르고 있는 영국 육군의 첫번째 장교 훈련 기관으로, 위치한 지명을 따 흔히 샌드허스트라고 불린다. 영국 육군사관학교의 목표는 "리더십의 국가적 중심"이 되는 것이다. 준사관 출신으로 재입대한 장교 등을 포함한 모든 영국 육군의 장교들은 샌드허스트에서 훈련을 받는다. 샌드허스트는 브리타니아 왕립 해군대학교와 영국 공군대학교 크랜웰과 동등한 위상을 가지는 영국 사관학교이다.

## 위치
영국 육군사관학교는 버크셔주의 샌드허스트 지역 인근 캠벌리에 위치해 있다. 학교의 경계는 버크셔주와 서리주에 걸쳐 있고 경계는 위시 스트림으로 알려진 작은 개울로 표시되어 있다. 학교의 입구는 캠벌리 런던 로드의 아카데미 동쪽에 있고, 대학가의 입구는 샌드허스트 요크타운 로드에 있는 아카데미 서쪽에 있다.

## 역사
영국 육군사관학교는 1947년 울리치 왕립사관학교(Royal Military Academy in Woolwich, 1741년 영국군 포병 및 영국 공병대를 제외한 장교들을 양성하기 위해 설립된 옛 왕립사관학교)와 통합되며 왕립군사대학(Royal Military College, 1801년 영국 포병 및 영국 공병대를 제외한 장교들의 군사훈련을 위해 설립)이 있던 자리에 설립되었다.

1948년 런던 하계 올림픽에서 근대 5종 경기의 달리기 경기를 주최하였다.
1972년 영국 전역이 끝나고 올더샷에 있는 몬스사관학교가 폐교된 후, 샌드허스트는 영국 육군에서 남성 초임 장교 훈련을 위한 유일한 기관이 되었고, 몬스의 단기 사관생도, 국민 방위군 장교, 그리고 정규군에 입대하는 졸업생들의 훈련 과정을 넘겨받았다.
1984년 여성 장교 훈련 대학인 백샷도 샌드허스트에 합병되었다.
| 통합 과정         | 통합 과정        | 통합 과정           |
| ----------------- | ---------------- | ------------------- |
| 영국 육군사관학교 | 왕립사관학교     | 왕립사관학교        |
| 영국 육군사관학교 | 왕립사관학교     | 동인도 군사신학대학 |
| 영국 육군사관학교 | 왕립군사대학     |                     |
| 영국 육군사관학교 | 몬스사관학교     |                     |
| 영국 육군사관학교 | 왕립여성육군대학 |                     |

1992년 새로운 임관 교육과정이 정립되며 남녀 생도, 해외 생도들의 훈련을 통합시켰다.
2012년 샌드허스트는 아랍에미리트 정부로부터 아랍에미리트 건국 통치자의 이름을 딴 숙박시설인 자이드 빌딩을 위해 1,500만 파운드의 기부금을 받았다.
2013년 샌드허스트는 몬스 전투에서 전사한 사람들을 기리며 만들어진 몬스 홀의 재건을 위해 바레인 정부로부터 300만 파운드의 기부를 받아들였고, 몬스 홀은 바레인 국왕의 이름을 딴 하마드 홀(King Hamad Hall)로 이름이 바뀌었다. 이는 영국 내에서 큰 논란을 일으켰다.
2015년 샌드허스트는 루시 자일스를 역사상 첫 여성 학교장으로 임명하였다.

## 선발
장교로서 가능성을 갖추었다고 판단한 사람들을 육군장교선발위원회(구 Regular Commissions Board)에서 선발한다. 정기 혹은 우선 선발에 대한 평가는 동일한 집단에서 동일한 기준으로 동시에 이루어지기 때문에 공정하다. 영국 생도 중 약 10%는 여성이고 모든 생도 중 거의 10%는 외국에서 왔다. 입학에 학위가 필요하지는 않지만, 입학자의 80% 이상이 대학 졸업생이다. 과거에는 영국 육군사관학교도 학사 학위를 수여했기 때문에 고등학교만 졸업하고 오는 비율이 높았지만 현재는 학사 학위를 수여하지 않기 때문에 대학 졸업생 비율이 과거보다 증가하였다.

## 교관
영국 육군사관학교 교관은 매년 한 번씩 선발된다. 3~4주 동안 60명의 선임 부사관(SNCO) 중 30명을 선발하며, 교관들은 사관생도들이 1년 안에 받는 모든 주요 신체검사 및 정신감정을 3~4주로 압축하여 받게 된다. 교관은 영국 육군 모든 병과에서 올 수 있지만 대부분은 보병 출신이다. 일반적으로 60명의 후보자가 교관진에 도착하기 전 사전 선발 과정을 거친다.

## 양성과정
미국의 웨스트포인트와 다르게 샌드허스트는 장교가 되기 위한 교육훈련을 부사관이 담당한다.

### 정규 장교 과정
차터드 경영 연구소 등 여러 전문 기관으로부터 인증을 받은 영국 육군사관학교의 정규 장교 과정은 총 44주 동안 이루어지며 이는 14주씩 3개 학기로 구성된다.
학기는 주니어, 중급, 시니어로 구분되고 다른 색상의 배지로 구분한다. 각 학기 사이에는 훈련과 2-3주의 휴가가 있다. 샌드허스트의 교육 과정은 매년 1월, 5월, 9월에 시작된다.
| 학기  | 중점                               | 단계                           |
| ----- | ---------------------------------- | ------------------------------ |
| 1학기 | 군사 기술 및 체력, 의사결정 능력   | 기본적인 능력을 갖추는 시기    |
| 2학기 | 주요 학업 요소, 리더십 스킬        | 군단이나 연대를 선택하는 시기  |
| 3학기 | 배운 기술들을 실전에 적용하는 능력 | 영국과 해외에서 복합 훈련 실시 |

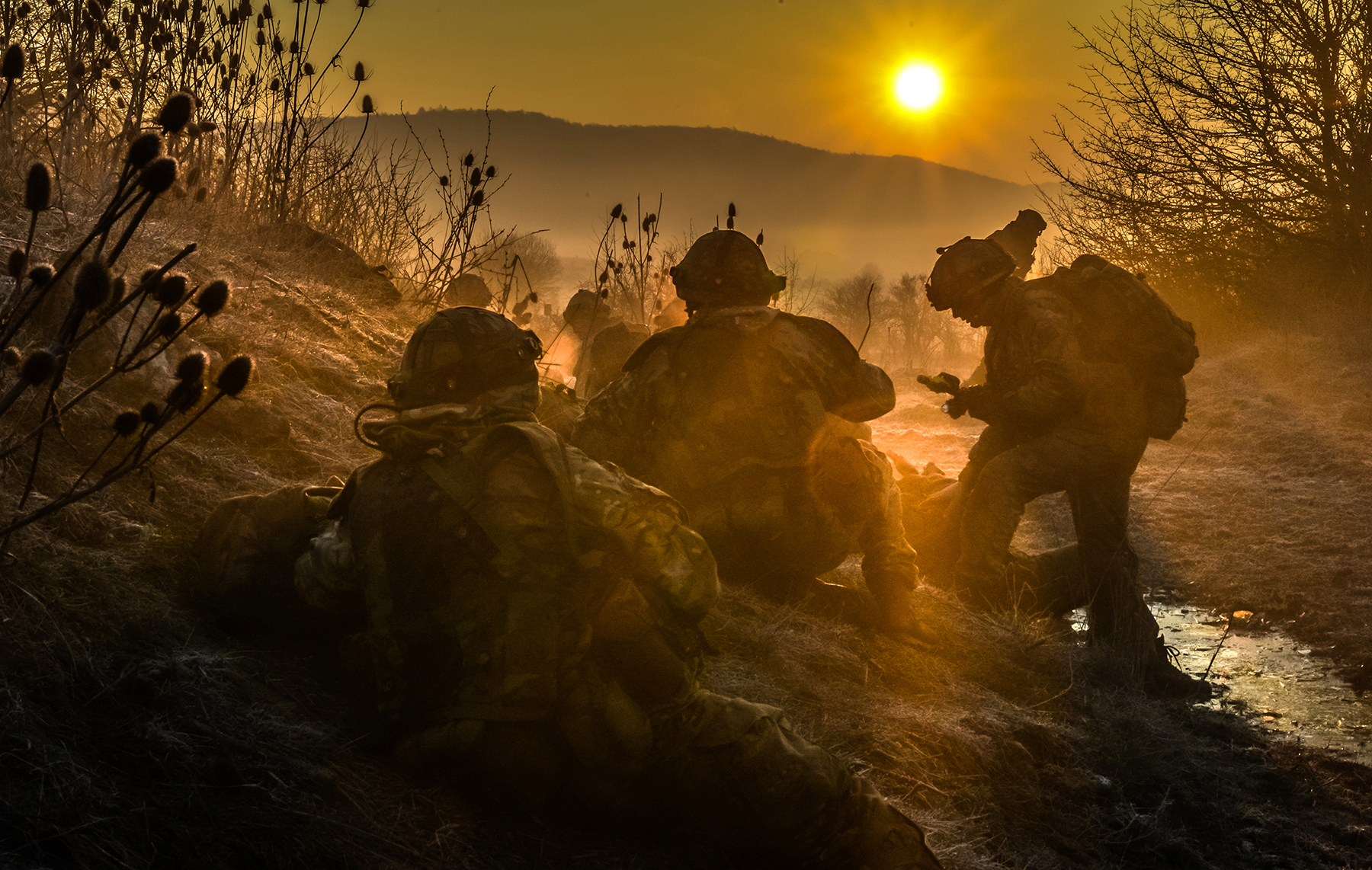
독일 바이에른 주로 파견나가 마지막 테스트 중인 모습

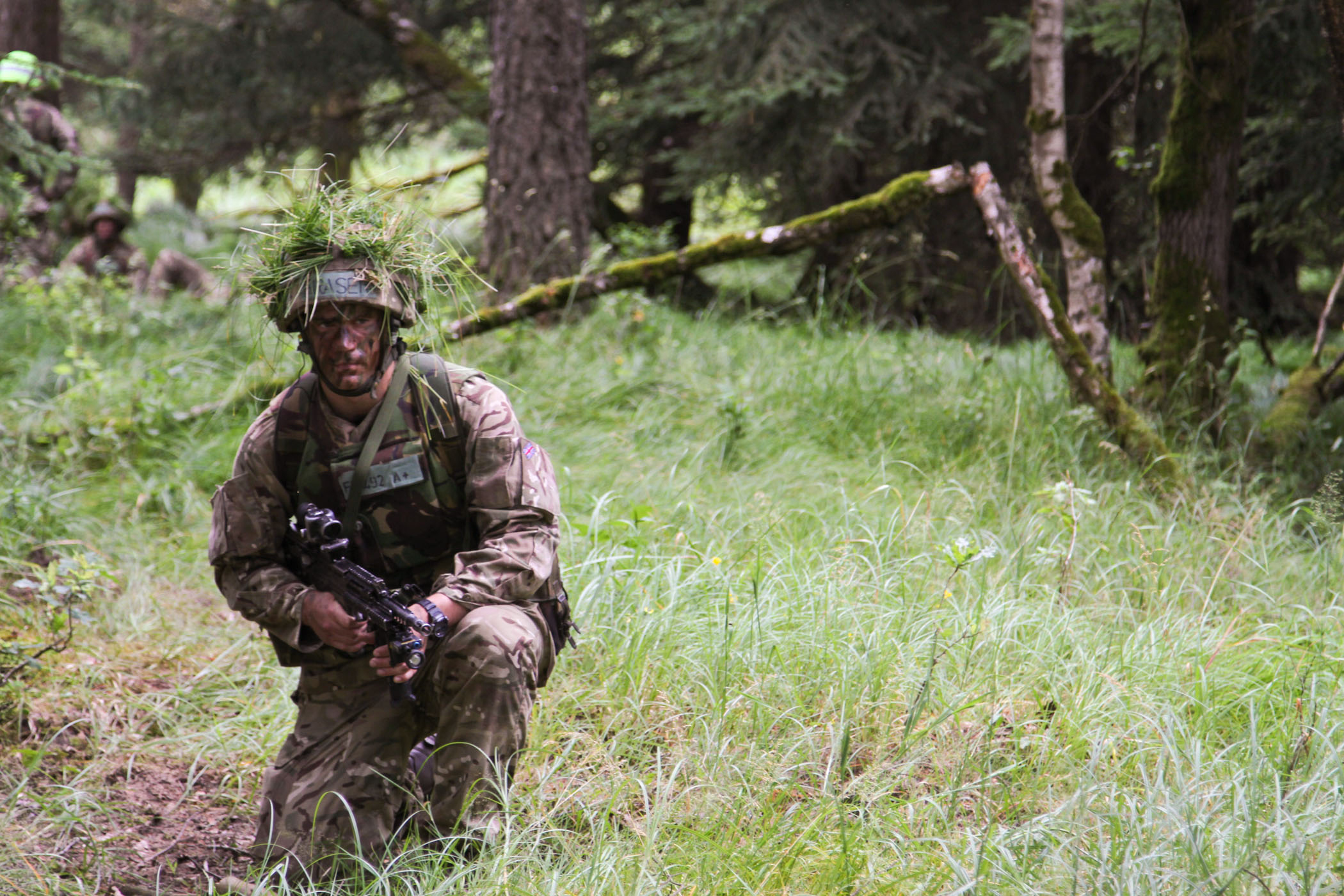
위장한 채로 훈련 중인 모습

기본적인 군사훈련은 5주 간 진행되며 가장 고통스러운 기간이라고 불린다.
정규 과정의 생도들은 그들이 가고자 하는 두 개의 연대 또는 군단을 선택한다. 이때 주로 교수들에게 조언을 받고 자신의 적성과 소질에 맞추어 선택한다. 생도 기간의 절반 정도가 지나면 면접이 실시되고 모집 연대와 군단에서 최종 선발이 끝이 난다. 모집을 하는 부대에서는 훌륭한 생도를 선발하기 위하여 경쟁이 있고, 반대로 명망 있는 부대를 가기 위한 생도들 간의 경쟁이 있다. 예외적으로, 일부 생도들은 샌드허스트에 입학하여 생도생활을 시작하기 전에 부대 내의 자리가 정해져있기도 한다. 단기 과정에 있는 생도들은 예비부대와 전문자격부대, 대학장교훈련단의 후원을 받아 수료 후 소속 부대로 복귀한다.
정규 장교 과정의 마지막 2주 간의 훈련은 사관생도들이 배운 모든 군사 훈련을 테스트하는 과정이다. 테스트가 끝나면 생도들은 처음으로 연대의 머리 장식을 착용할 수 있게 된다.

### 예비역 장교 과정
예비역 장교 과정은 정규 장교 과정을 기반으로 한 과정으로 8주 동안 이루어진다. 군인의 기초를 가르치고 지도자로 개발하기 위해 고안된 도전적 과정이다.
육군 예비역 임관자라면 민간 직장에서도 활용할 수 있는 리더십과 경영능력을 폭넓게 익힐 수 있기에 많은 고용주들이 예비역 장교가 되고자 하는 직원들을 적극적으로 지원하고 있다.

### 전문 장교 과정
전문 장교 과정은 의사, 수의사, 변호사, 치과의사, 간호사, 물리치료사, 목사와 같은 전문적인 자격을 가진 이들이 육군이라는 집단에 익숙해지고 작전 배치에 대비할 수 있도록 고안된 장교 양성 과정이다.
예비역 장교 과정과 마찬가지로 정규 장교 과정을 기반으로 한 8주의 과정이다. 장교, 지휘, 리더십에 중점을 맞추고 있으며, 현장 훈련, 체력 훈련, 무기 훈련 등도 포함되어 있다. 이외에도 국제 안보, 심리학, 전쟁의 역사 등의 학업적인 요소를 배운다.

## 조직
샌드허스트의 전반적인 지휘는 보통 소장인 학교장 맡는다는 점에서 한국의 육군사관학교와 유사하다.
샌드허스트는 모든 기간 동안 한 번에 10개 정도의 중대가 있을 수 있으며, 각 중대는 소령이 지휘한다. 중대의 이름은 영국의 주요 전투들로 지어졌다.
각 시점에 입학하는 생도의 수는 약 200여 명이고 각각의 생도들은 2개의 중대 중 하나의 소대로 배정된다. 각 소대는 소대장이 지휘하고 군기담당관이 소대장을 보좌하는데, 첫번째 교육 기간 동안 매일 행해지는 훈련을 진행한다.

### 중대

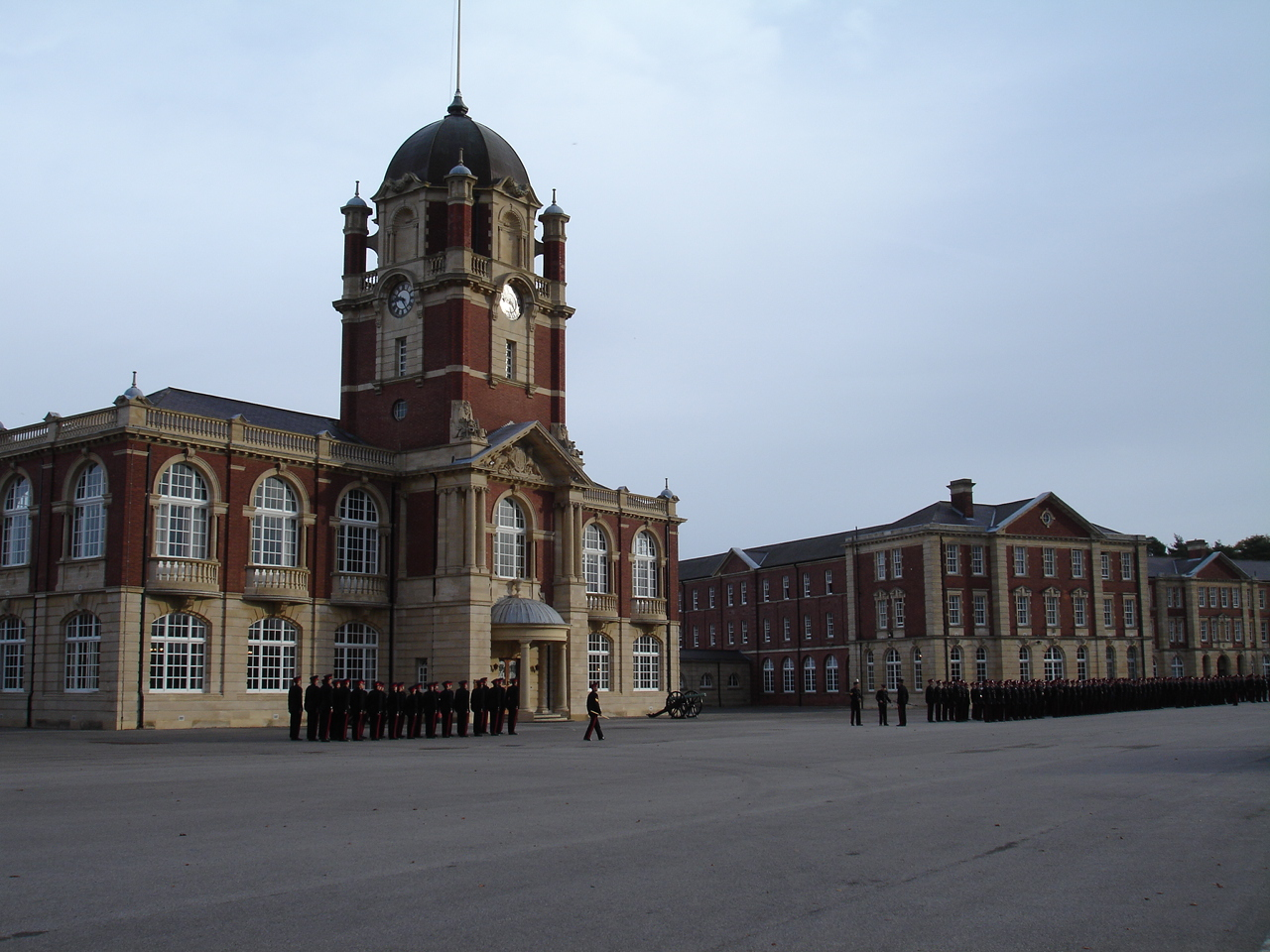
신 건물 (New College)

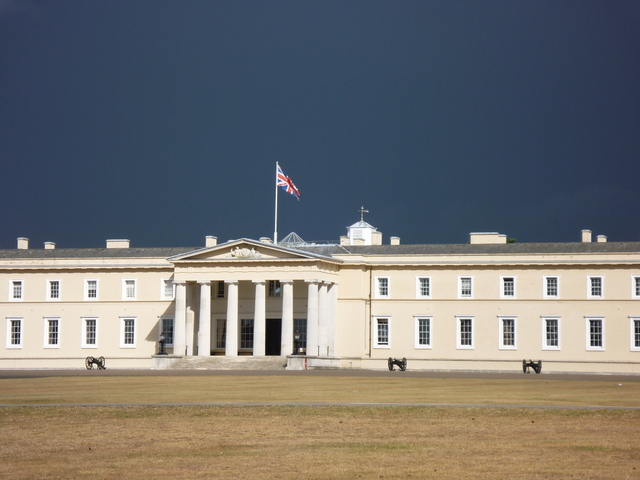
구 건물 (Old College)

- Gaza 중대
- The Marne 중대
- Amiens 중대
- The Somme 중대
- Ypres 중대
- Alamein 중대
- Burma 중대
- Normandy 중대
- The Falklands 중대
- Imjin 중대
- Rhine 중대
- Malaya 중대
- Blenheim 중대
- Waterloo 중대
- Inkerman 중대
- Borneo 중대
- Gallipoli 중대
- Dettingen 중대

### 지원부대
소수의 정규군 부대들은 생도들의 훈련을 지원하기 위해 샌드허스트에 기반을 두고 있다.
- 구르카 시범 중대 : 사관생도들에게 전투 훈련을 시키기 위해 구르카 여단의 모든 부대에서 선발된 중대 규모의 부대이다.
- 영국 왕립물류군단 44지원중대 : 영국 왕립물류관측소의 영구기동 수송, 물류 및 신호 지원 부대이다.

## 소버린 퍼레이드

소버린 퍼레이드를 하는 생도

소버린 퍼레이드란 샌드허스트에서 실시하는 일종의 졸업식 행사로 소버린은 최고통치자(국왕)를 의미한다.
첫번째 소버린 퍼레이드는 1948년 7월 14일 조지 6세 국왕 앞에서 시행되었다. 매년 세 번의 소버린 퍼레이드가 열리며 졸업 대상자들의 샌드허스트에서의 마지막 퍼레이드를 기념하기 위해서 구 건물 밖에서 시행되며 군에서 실시하는 일종의 수료식, 졸업식 중 하나이다. 부상이나 다른 이유로 퇴학당한 생도를 제외한 모든 생도들은 국왕의 사열을 받고, 군기 분열 행사에 참여하면서 국왕과 손님들을 지나 행진한다. 하객들은 초대된 고위 인사들과 졸업생들의 친구들, 가족들로 구성되어 있다.
행사의 하이라이트 중 하나는 군기 분열식이다. 이 행사에 사용되는 깃발은 국왕이 수여한 깃발로, 현재의 깃발은 1999년 3월에 여왕으로부터 수여받은 3대 깃발이다. 1대 깃발은 1918년에 수여된 조지 5세의 깃발이고 2대 깃발은 1978년에 여왕에게 수여받은 깃발이다. 이 분열식의 영예는 당시의 챔피언 중대와 소대(대한민국 육군사관학교의 화랑중대, 백호/청룡소대와 동일)에게 주어진다. 이렇게 졸업생들중에서 가장 뛰어난 소대로 선정된 소대는 3개의 사단을 나타내는 색으로 만들어진 끈을 착용한다. 선정된 생도들은 교육훈련, 독도법, 사격, 크로스컨트리 스포츠에서 뛰어남과 강인한 인내력과 팀워크를 가진 생도들이다.
과거에는 졸업생들을 대상으로 이렇게 선정된 국왕의 소대는 깃발을 가지고행사 제대의 좌측에 편성되었다. 사전에 행사 준비를 점검해주는 장교들의 점검을 받은 이후에 새로운 국왕의 소대가 국왕에게 수여받은 깃발을 계승받기를 기다리며 이 제대는 경례를 하는 장소(사열대 앞)에 도착하기 전에 중앙으로 옮겨지게 되었다. 새로운 국왕의 소대는 그 다음 행사에서 그 다음 소대가 선정될 때까지 깃발을 소유하게 된다. 새로운 국왕의 소대는 다음 행사에서 차기 국왕의 소대에게 깃발를 넘겨줄 때까지 깃발을 보유하였다. 그들은 졸업생들이 구 건물로 행진한 후 다른 사단보다 먼저 퍼레이드를 떠날 수 있는 특권을 누렸고 행사에 남은 사람들은 깃발을 보유한 제대가 퍼레이드 광장을 떠나는 동안 깃발에 경례하였다.
요즘에 들어서는, 깃발을 졸업하는 국왕의 소대가 새로운 국왕의 소대로 이양하는 일이 사라졌다. 이전에 시행하던 것을 대신하는 것은 졸업생 소대가그 다음 세대의 소대 대신에 깃발을 받기 위해서 행진하고 행렬이 끝날 무렵에 깃발을 구 건물로 행진한다.
퍼레이드가 끝나면, 졸업생 소대는 깃발을 들고 구 건물을 향해 웅장한 발걸음으로 행사장을 떠난다. 그뒤에는 학교의 부관이 말을 타고 따라온다.

## 수상
각 정규 교육 과정에는 우수한 생도에게 수여되는 상이 있다. 다음은 소버린 퍼레이드 기간 동안 수여되는 상이다. 그러나 이러한 상 이외에도 영국 육군사관학교에서는 여러 분야에서 두각을 보이는 생도에게 그에 맞는 상을 수여함으로 공로를 인정하기도 한다.

### 명예의 검(Sword of Honour)
명예의 검은 학교장이 선정한 생도에게 수여된다. 보통 선발되는 생도는 정규 교육 과정에서 전반적으로 모든 분야에서 우수한 사람이 뽑힌다. 이 검들은 이전에는 윌킨슨 소드가 만들었으나, 검 제조 부서가 폐쇄된 후 현재는 풀리 소드가 제조하고 있다.

### 여왕 훈장(Queen's Medal)
여왕 훈장은 정규 교육 과정에서 군사, 실무, 학술 분야에서 가장 높은 점수를 획득한 생도에게 수여된다.

### 외국 검(Overseas Sword)
외국 검은 다른 영연방 국가들과 외국 군대의 수많은 생도 중 한 명에게 수여된다. 외국 검은 각 과정에서 학교장이 최고라고 꼽은 생도에게 수여된다.

### 외국 상(Overseas Award)
외국 상은 여왕 훈장에 해당하는 상이다. 이는 군사, 학술, 실무 분야에서 전반적으로 가장 우수한 성적을 거둔 외국 위탁 생도에게 수여된다.

### 맥로버트 검(MacRobert Sword)
맥로버트 검은 학교장에 의해 단기 교육 과정에서 최고라고 여겨지는 생도에게 수여된다. 이 검 역시 맥로버트 신탁이 기증하고 풀리 소드가 제작한다.

### 샌드허스트 훈장(Sandhurst Medal)
2016년 12월에 학교와 자선단체는 샌드허스트 훈장을 만들었다. 대부분의 영국 훈장과 달리 왕이 수여하거나 승인하지 않으며 샌드허스트 신탁이 개인적으로 수여한다. 이 상은 영국 졸업생이 아닌 영국 육군사관학교에서 졸업한 외국 생도에게만 수여될 수 있으며, 215파운드에 구입해야 한다. 요르단의 압둘라 2세와 같은 저명한 졸업생들이 군복에 이 훈장을 달았다.

## 동문

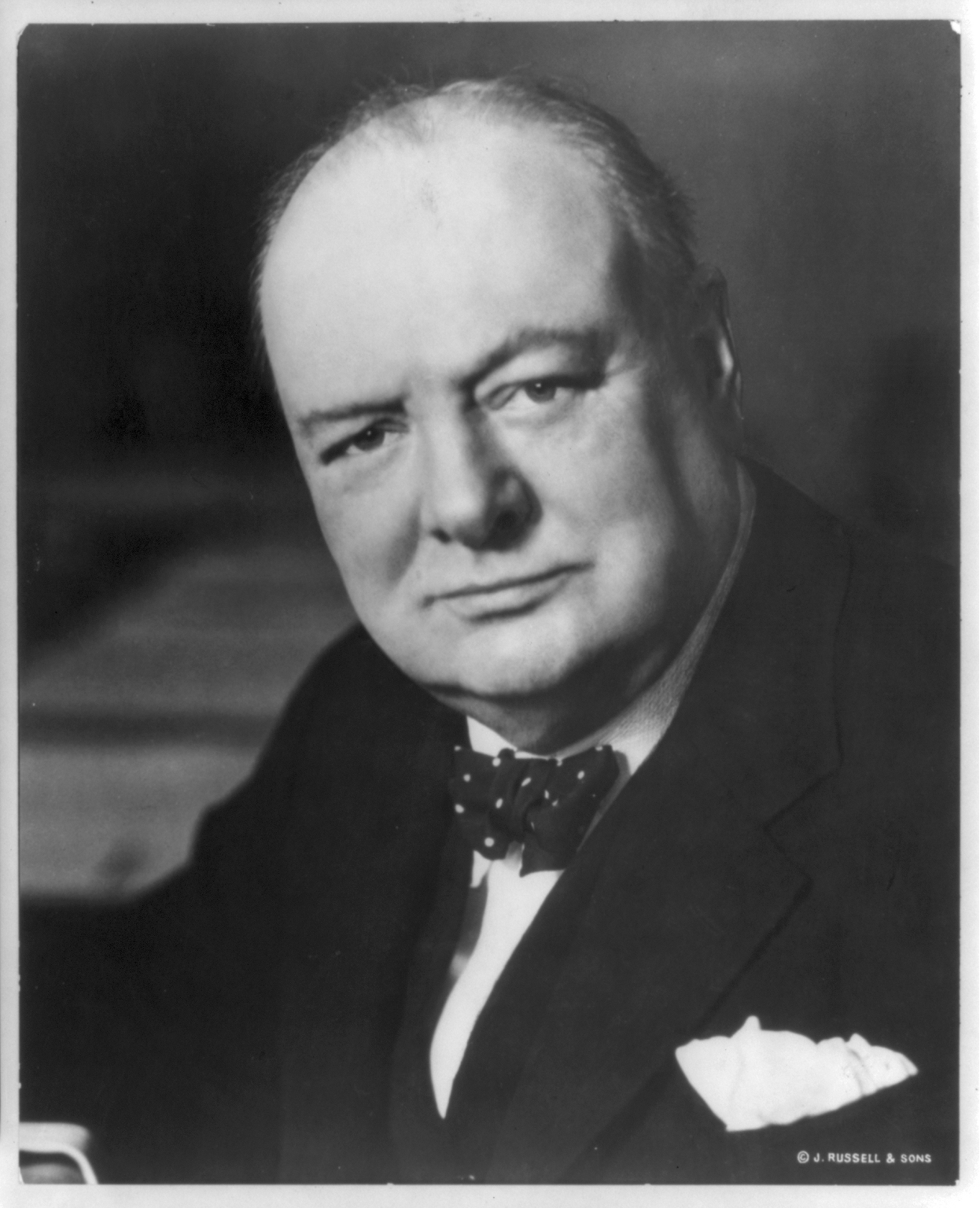
영국 육군사관학교 졸업생 윈스턴 처칠

- 윈스턴 처칠영국 육군사관학교 졸업생 윈스턴 처칠
- 잭 처칠
- 해리 왕자
- 윌리엄 왕자
- 제임스 블런트
- 벤 월러스
- 압둘라 2세
- 에드 스태포드
- 타밈 빈 하마드 알사니
- 아흐마드 마수드

## 같이 보기
- 영국 육군
- 미국 육군사관학교
- 대한민국 육군사관학교
- 대한민국 육군3사관학교
- 샌드허스트 대회

## 참고 문헌
- Mockler-Ferryman, A. F. Annals of Sandhurst: A Chronicle of the Royal Military College From Its Foundation to the Present. Whitefish, Montana: Kessinger Publishing, 2007 (reprint; original 1900). ISBN 1-4326-6558-8.
- Thomas, Hugh, 1931– The story of Sandhurst London, Hutchinson 1961
- Christchurch the Chapel of The Royal Military College: Enlarged and Beautified to the Glory of God and in memory of The Sandhurst Cadets who have died in the service of their country Gale & Polden Ltd, Aldershot, 1937.
- Goodley, Heloise An Officer and a Gentlewoman Constable and Robinson, London, 2012